# Ганнет-Пік
Ганнет-Пік (англ. Gannett Peak) — вершина у штаті Вайомінг (США).
Висота вершини — 4209 м н.р.м., відносна — 2157 м. Це найвища точка штату. Геологічно Ганнет-Пік є частиною хребта Вінд-Рівер. Розташована гора в Східному Вайомінзі на кордоні округів Саблетт і Фрімонт. Льодовик Ганнета (3,63 км²) на горі — найбільший льодовик в американській частині Скелястих гір.
Перше зареєстроване сходження зареєстровано в 1922 р. (A. Тейт і Ф. Сталнейкер). З найвищих вершин штатів США пізніше було підкорено лише гору Граніт-Пік в Монтані (1923). Ці дві гори за складністю сходження вважаються найскладнішими у США, поступаючись лише Мак-Кінлі.